# Vườn quốc gia Minkébé
Vườn quốc gia Minkébé là một vườn quốc gia nằm tại phía đông bắc của Gabon. Nó có diện tích 7.570 km². Quỹ Quốc tế Bảo vệ Thiên nhiên (WWF) công nhận đây là khu vực cần được bảo vệ từ đầu năm 1989 và đã có những động thái tích cực để bảo vệ rừng từ năm 1997. Được thành lập như một khu bảo tồn tạm thời từ năm 2000 nhưng sau đó Minkébé đã được chính thức công nhận và thành lập bởi chính phủ Gabon vào tháng 8 năm 2002. IUCN công nhận nó là địa điểm rất quan trọng trong việc bảo tồn loài và đã được đề xuất như là một Di sản thế giới dự kiến của UNESCO.

## Lịch sử
Người Fang từng sinh sống ở khu vực Minkébé nhưng khi trở thành khu vực được bảo vệ thì hiện vườn quốc gia không có dân cư thường trú. Cái tên Minkébé bắt nguồn từ minkegbe trong tiếng dân tộc Fang có nghĩa là "thung lũng" hoặc "đào rãnh quanh".  Trong lịch sử, vườn quốc gia nằm dưới sự kiểm soát của quân đội Pháp trước đây vào những năm 1920.
Năm 1997, WWF đã khởi xướng một chương trình quản lý và thành lập hai trung tâm quản lý rừng tại Oyem và Makokou. Một trại trung tâm cũng được đặt ở cửa sông Nouna để quản lý khu vực được bảo vệ. Khu bảo vệ này sau đó được tài trợ từ Cơ quan Hợp tác phát triển Hà Lan và Cơ quan Phát triển Quốc tế Hoa Kỳ. WWF đã làm việc với các tổ chức khác để xây dựng các cách thức quản lý và bảo vệ đa dạng sinh học trong tại đây.
WWF đã cố gắng tạo ra một khu vực được bảo vệ trong khu vực liên vùng giữa Gabon, Cộng hòa Congo và Cameroon và Minkébé là một phần của quá trình bảo tồn ở quy mô địa lý rộng lớn hơn nhiều. Liên vùng này được coi là một trong những khu rừng giàu có và đa dạng sinh học nhất ở châu Phi và về mặt sinh thái thì nó là một phần của vùng sinh thái rừng đất thấp Tây Bắc Congolian, một trong những vùng sinh thái toàn cầu của WWF. Giữa ba quốc gia Gabon, Congo và Cameroon được gọi là vườn quốc gia xuyên biên giới Dja-Odzala-Minkébé, nơi mỗi quốc gia đã cam kết hợp tác, thực hiện và quản lý khu vực bảo vệ xuyên biên giới để thúc đẩy bảo tồn và phát triển bền vững. Tổng khu vực xuyên quốc gia này có diện tích lên tới 140.000 km², tương đương với khoảng 7,5% diện tích rừng của lưu vực sông Congo.

## Địa lý
Khu rừng Minkébé có diện tích 30.000 km², rộng hơn khu vực vườn quốc gia. Tại đây có sự đa dạng của môi trường sống, từ những khu rừng sơn đảo, rừng sông ngập nước cho đến rừng thứ sinh. Cảnh quan vườn quốc gia bị chi phối bởi những vòm đá cô lập nhìn ra khu rừng xung quanh và những cây cổ thụ hàng trăm năm tuổi dễ dàng được tìm thấy. Bìa rừng là những khu vực đầm lầy. Rừng Minkébé có bốn con sông chính chảy qua. Nhiều nơi tại vườn quốc gia rất khó tiếp cận do thiếu cơ sở hạ tầng. Nhưng chính điều này góp phần giúp khu vực không bị ảnh hưởng bởi tác động của con người.

## Động vật hoang dã

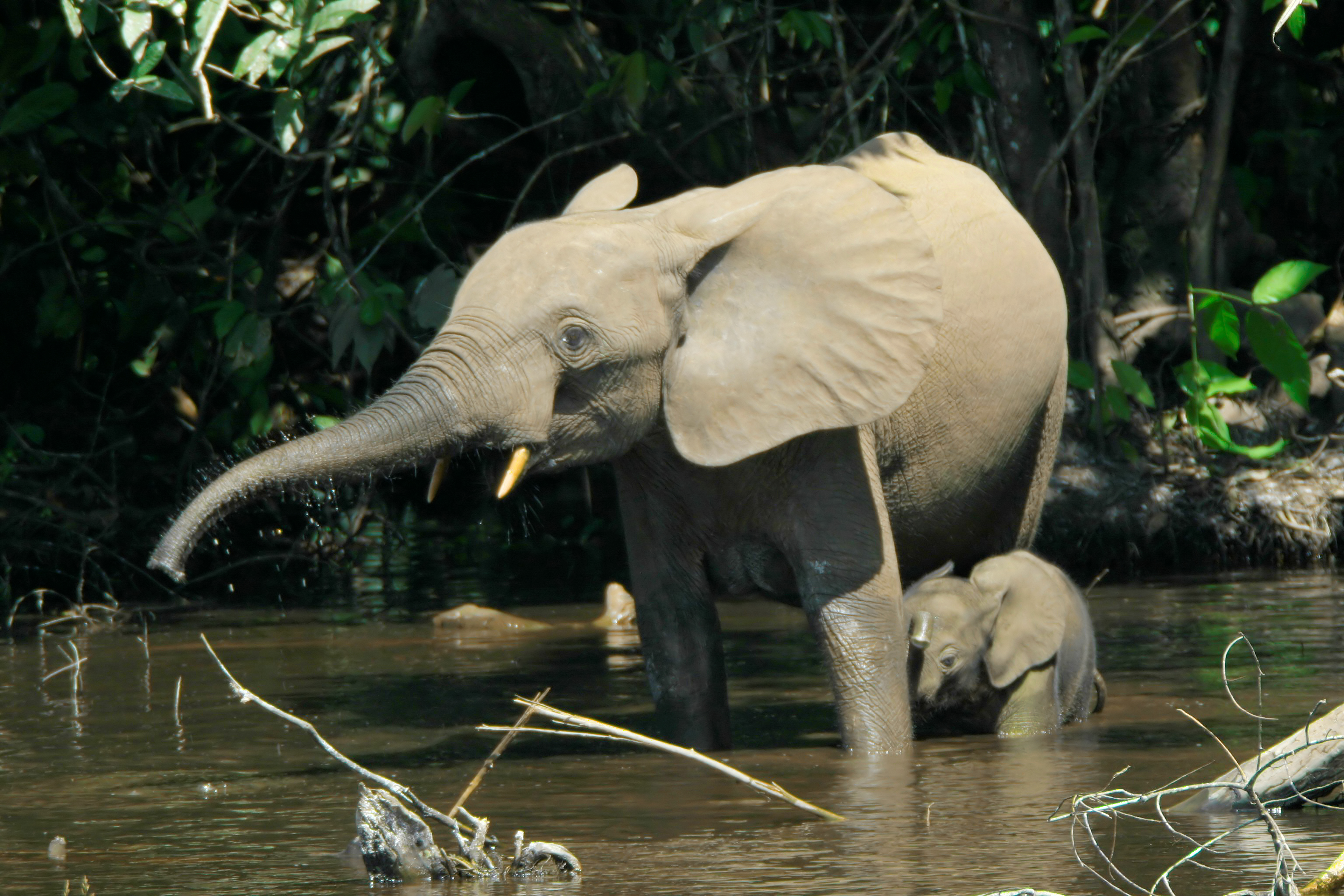
WWF tin rằng là đây là một trong những quần thể voi lớn nhất châu Phi.

Vườn quốc gia là nơi đặc biệt bảo tồn loài voi rừng châu Phi và được WWF tin rằng là nơi có chứa một trong những quần thể voi rừng lớn nhất ở châu Phi. Phần nhỏ hơn của khu rừng được bảo tồn trong vườn quốc gia còn là nơi có nhiều loài động vật quan trọng khác như Khỉ đột đất thấp phía Tây, nhím, sóc, beo vàng châu Phi, báo hoa mai, tê tê đất, linh dương hoẵng, lợn lông đỏ,  khỉ mặt chó, khỉ colobus đen, tinh tinh, cò quăm ngực đốm. Các khu vực ven sông của rừng Minkébé cung cấp môi trường sống cho cá sấu lùn, rái cá cổ đốm, khỉ xồm chỏm lông, linh dương Sitatunga và cheo cheo nước. Khu vực đầm lầy xen kẽ thảm thực vật là nơi ở của các loài vẹt và trăn. Vườn quốc gia còn là nơi có hai loài hiếm gặp ở Gabon là linh dương Bongo và lợn rừng lớn.

## Văn hóa
Mặc dù bản thân vườn quốc gia không phải là nơi sinh sống truyền thống lâu đời của con người, nhưng các nhóm dân tộc Baka, Fang, Kota và Kwèl sống trong khu vực rừng sở hữu một di sản văn hóa và tín ngưỡng phong phú, Mặt nạ Kota, rừng linh hồn, Baka Edzengui và vũ điệu Kwel Deke là những nét văn hóa đáng chú ý trong khu vực.

## Đe dọa
Mặc dù phần lớn khu vực được bảo vệ không có sự can thiệp của con người nhưng việc khai thác những cây gỗ đỏ Gabon đã tăng đáng kể trong những năm gần đây khi các con đường được xây dựng và có hai kế hoạch khai thác gỗ trong khu vực có thể đe dọa tới hệ sinh thái của vườn quốc gia. Các mối đe dọa khác đối với vườn quốc gia bao gồm khai thác vàng quy mô nhỏ và săn lùng da cá sấu, ngà voi hoặc thịt thú rừng để bán ở các thành phố ở Gabon, mặc dù hoạt động này tương đối ít gặp.
Năm 2007, có thông tin rằng một công ty Trung Quốc đã đề xuất với chính phủ Gabon để xin cấp phép xây dựng và khai thác mỏ quặng sắt lớn thứ hai trên thế giới gần vườn quốc gia. Để việc khai thác được diễn ra thì sẽ phải loại bỏ một vùng rộng lớn của khu rừng xung quanh, xây dựng khoảng 560 kilômét (350 mi) đường sắt và một đập thủy điện cần thiết để hoạt động được, với số lượng lên đến 40.000 lao động Trung Quốc. Điều này có thể đe dọa nghiêm trọng đến tương lai của khu vực bảo tồn và WWF nỗ lực hợp tác với Trung Quốc và các công ty khai thác khác ở Gabon để cố gắng đưa ra giải pháp.